# Sant Esteve d'Orbanyà
Sant Esteve d'Orbanyà és l'església parroquial del poble nord-català d'Orbanyà, a la comarca del Conflent.
És a l'extrem meridional del poble, al costat nord del cementiri, fora del nucli de població.

## Història
Es tracta d'un edifici del segle xii, considerablement modificat posteriorment. L'església és esmentada en una relació de parròquies del deganat del Conflent, dels anys 1279 - 1280. L'església de Sant Martí de Noedes era sufragània seva.

## L'edifici

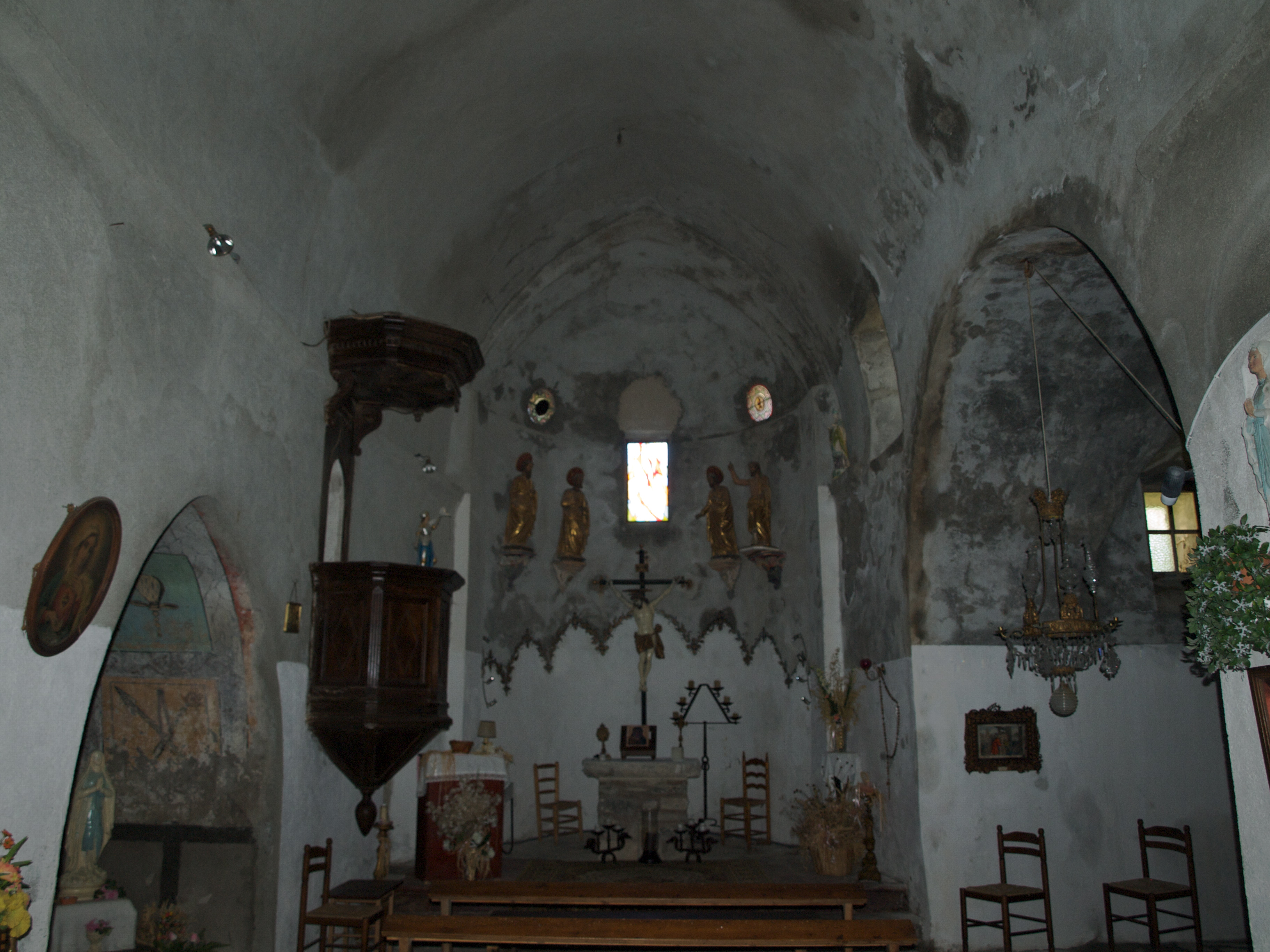
Interior de l'església

Originalment constava d'una nau única acabada amb un absis semicircular encarat a l'est; més endavant s'hi afegí una capella a la banda sud. La porta d'entrada, també a la façana sud, és decorada amb una arquivolta simple, amb llinda i timpà ornat amb una creu. L'edifici està rematat per un campanar amb grans obertures i un rellotge, i al damunt té una espadanya.

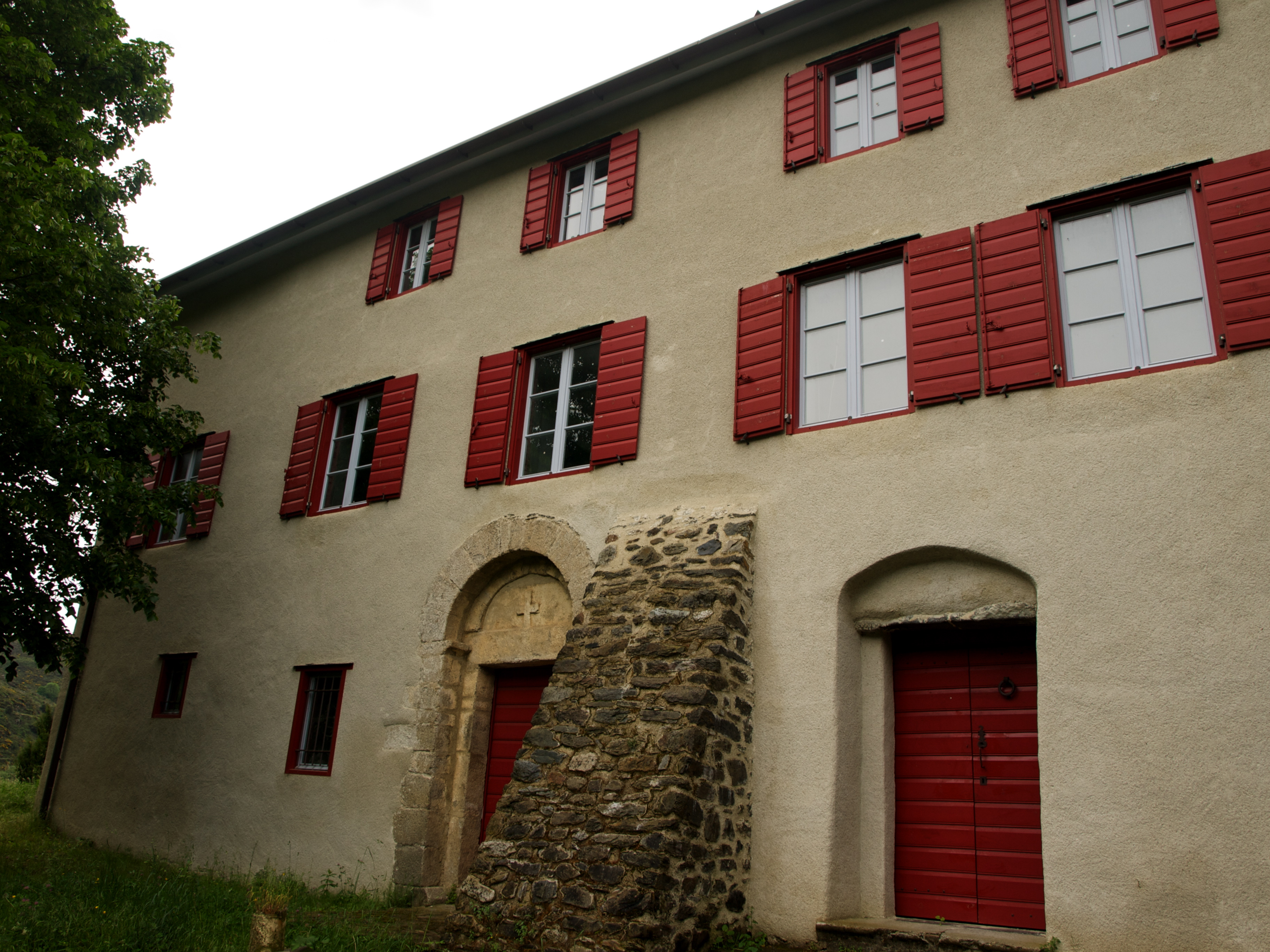
La rectoria

El segle xix s'adossà al cantó nord de l'església una rectoria moderna més voluminosa que el mateix temple; l'edifici resultant és asimètric, barreja estils molt distants en el temps i disminueix la percepció de l'església romànica.

## Les campanes
Les dues campanes porten les inscripcions Sancte Stephane ora pro nobis Jn Surius adioiont breton Fe + Orbanya 1813 + Et domini patrinisque Jn Dexhonne Pontet Rosa Peyrier épouse de Jn Dexhonne + Et domini … E. maire. i Orbanya 1813. Barthelemy Forcade parrain Catherine Boine épouse de Jn Surius marrainne Jn Dexhonne M … Sancte Maria ora pro nobis…. Del mobiliari de l'església destaquen un retaule del s. XVII i una creu processonal gòtica.

## Bibliografia

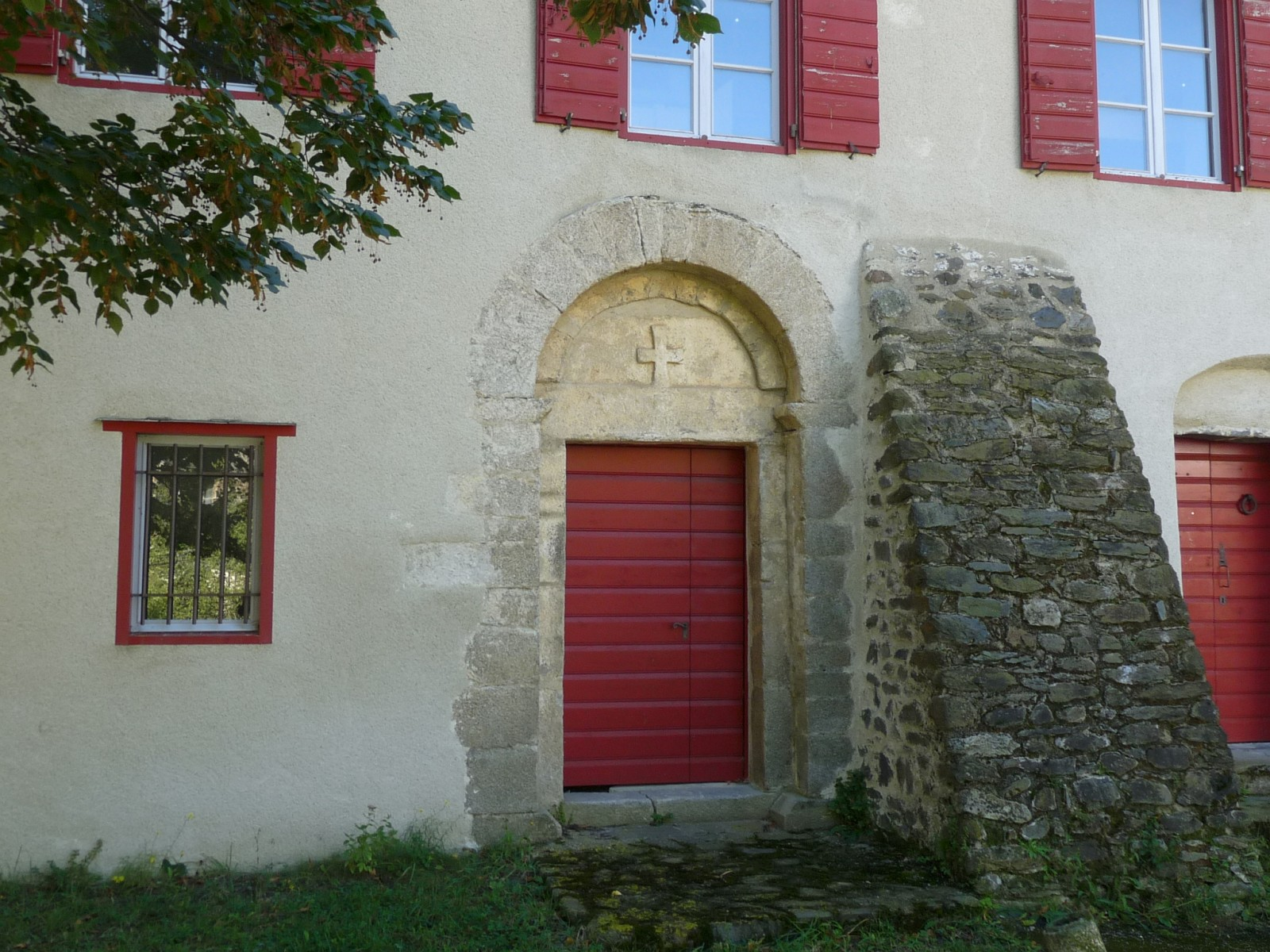
La portalada romànica